# Slaget vid Leal
Slaget vid Leal (Lihula på estniska) ägde rum 8 augusti 1220 (ej helt säkerställt datum) och är en av de första kända förlusterna i svensk militärhistoria. Händelsen finns nedtecknad i både Henrik av Lettlands krönika (1224) och i Livlands äldre rimkrönika (slutet av 1200-talet)

## Bakgrund
De svenska intressena i Estland kan spåras långt tillbaka i historien. I början av 1200-talet invaderades Estland av både tyska korsriddare och av Danmark. Den endast 19-årige svenske kungen Johan Sverkersson ville ha en bit av kakan och organiserade ett eget korståg till Estlands västkust, närmare bestämt landskapet Wiek. En av anledningarna var att Sveriges östkust på den tiden ofta härjades av flottor från Estland, och invasionen skulle vara ett sätt att få kontroll över situationen. En annan var att säkra handelsvägar till den lockande ryska marknaden.
Den svenska hären lade beslag på området kring fästningen Leal (estn. Lihula) och satte igång med att kristna lokalbefolkningen, som dock redan hade kristnats av tyskarna. Sedan kungen hade installerat en här på 500 man, i Leals fästning, bland dem så framstående personer som jarlen Karl Döve och sin kansler, Linköpingsbiskopen Karl Magnusson, seglade han hem igen.

## Slaget
Svenskarnas agerande gjorde att Ösel, som var i krig med korsriddarna, fick ytterligare en fiende i ryggen, och i början av augusti skymtades den öselska flottan utanför Leal. Fästningen belägrades och blev antänd, vilket tvingade svenskarna att anfalla den numerärt överlägsna fienden. De allra flesta svenskarna stupade på plats, däribland jarlen och biskopen. Bara ett fåtal överlevde. Med slaget kom de svenska ambitionerna att få fotfäste i Estland av sig i nästan 350 år.